# Julija Tymoschenko

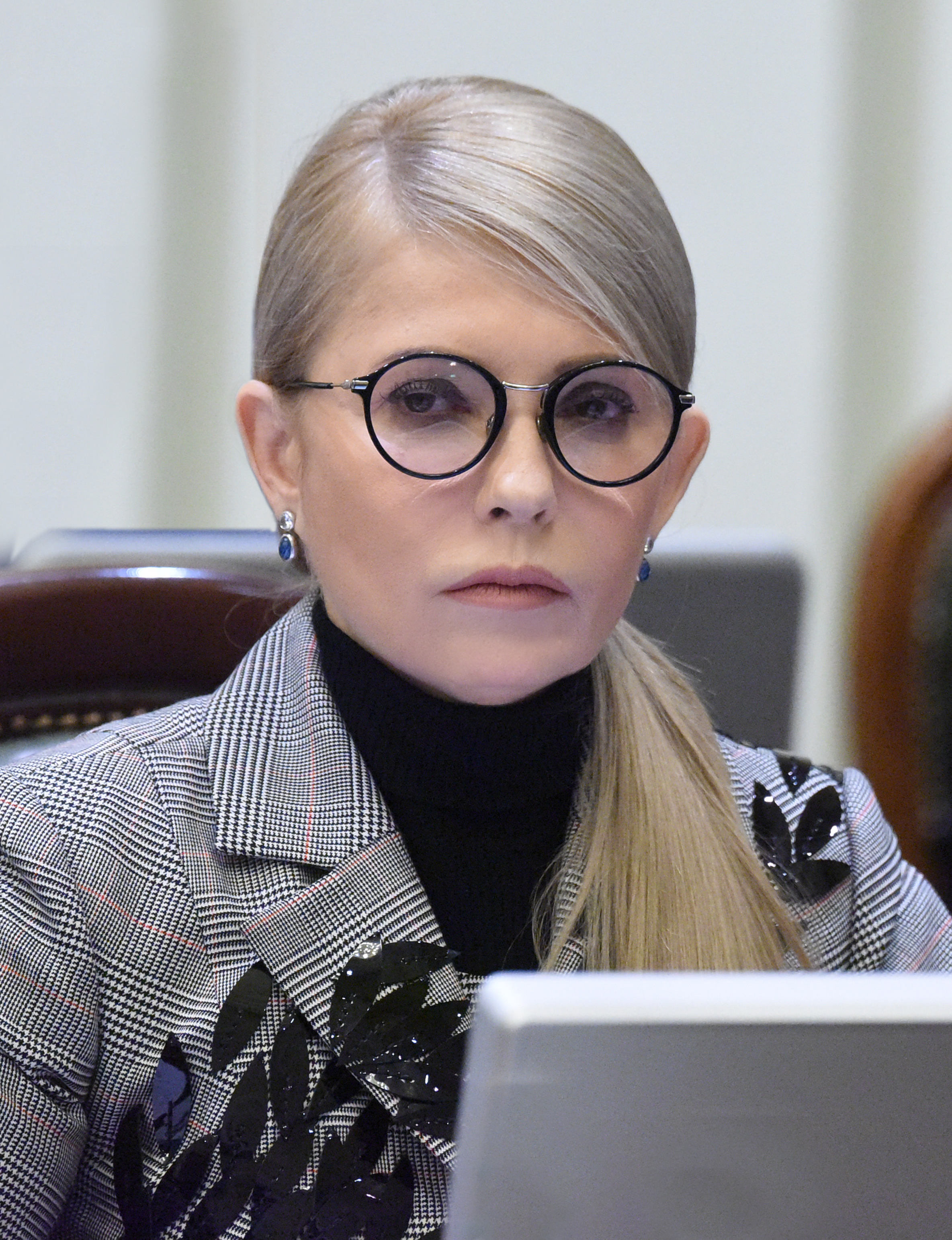
Julija Tymoschenko, 2018

Julija Wolodymyriwna Tymoschenko (ukrainisch Юлія Володимирівна Тимошенко [ˈjulijɑ ʋɔlɔˈdɪmɪriʋnɑ tɪmɔˈʃɛnkɔ], deutsch meist in der russischen Variante Julia Timoschenko geschrieben; geborene Григян Hryhjan [ukrainisch] bzw. Grigjan [russisch], * 27. November 1960 in Dnipropetrowsk) ist eine ukrainische Politikerin (Allukrainische Vereinigung „Vaterland“). Von Februar bis September 2005 und von Dezember 2007 bis März 2010 war sie Ministerpräsidentin der Ukraine.
Von August 2011 bis zum Regierungsumsturz nach den Protesten des Euromaidans am 22. Februar 2014 war sie in Haft. 2013 rügte der Europäische Gerichtshof für Menschenrechte die Inhaftierung Tymoschenkos als „willkürlich und rechtswidrig“. Am 24. Juni 2014 urteilte das Oberste Gericht der Ukraine, Julija Tymoschenko habe sich beim Abschluss der Gasverträge zwischen dem staatlichen Gasversorger Naftohas Ukrajiny und dem russischen Gaskonzern Gazprom im Jahr 2009 keines Verbrechens schuldig gemacht.

## Familie und Jugend
Julija Hryhjan wurde in eine Nomenklatura-Familie in der damaligen UdSSR geboren. Ihre Mutter Ljudmyla Telehina (geb. Nelepowa) (ukrainisch Людми́ла Теле́гіна) wurde am 11. August 1937 in Dnipropetrowsk geboren. Ihr Vater Wolodymyr Abramowytsch Hryhjan (ukrainisierte Variante des armenischen Nachnamens Grigjan) wurde am 3. Dezember 1937 in Dnipropetrowsk geboren und war, laut seinem sowjetischen Reisepass, Lette. Er verließ die Familie, als Julija drei Jahre alt war, woraufhin sich die Familienmutter mit dem Job in einer Taxizentrale durchschlug. Ihr Großvater mütterlicherseits war Abram Kelmanowytsch Kapitelman (ukrainisch Абрам Кельманович Капітельман), geboren 1914. Nach seinem Abschluss 1940 an der Nationalen Universität Dnipropetrowsk arbeitete Kapitelman in der Westukraine, wo er ein Viertel eines akademischen Jahres eine öffentliche jüdische Schule in der Stadt Sniatyn als Direktor leitete. Kapitelman wurde im Herbst 1940 in die Armee eingezogen und am 8. November 1944 im Deutsch-Sowjetischen Krieg (1941–1945) im Rang eines „Oberleutnants der Nachrichtentruppen“ getötet.
Julija wuchs bei ihrer Mutter auf und nahm 1977 deren Namen „Telehina“ an. Während des ersten Semesters ihres Studiums der Wirtschaftswissenschaften (Wirtschaftskybernetik) an der Nationalen Universität Dnipropetrowsk lernte sie Oleksandr Tymoschenko kennen, den sie 1979 heiratete. Am 20. Februar 1980 wurde die gemeinsame Tochter Jewhenija in Dnipropetrowsk geboren. Julija Tymoschenko schloss mit 24 Jahren (mit Auszeichnung) ihr Studium ab und arbeitete anschließend fünf Jahre, von 1984 bis 1988, als Wirtschaftsingenieurin bei der Maschinenbaufirma Lenin für die Rüstungsindustrie in ihrer Heimatstadt Dnjepropetrowsk. Ihre Muttersprache ist Russisch.
Die Tochter Jewhenija wuchs in London auf; sie besuchte dort zunächst die Rugby School und dann die London School of Economics and Political Science. Sie heiratete am 1. Oktober 2005 den britischen Rockmusiker Sean Carr (1968–2018).

## Aufstieg als Unternehmerin

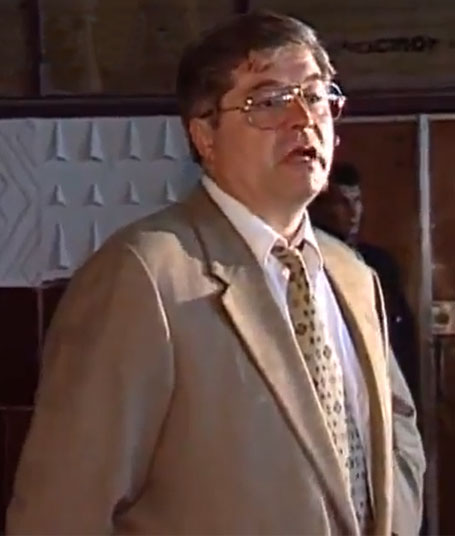
Pawlo Lasarenko, 1996/97

Während Michail Gorbatschows Perestroika machte das Ehepaar Tymoschenko 1988 mit der Gründung eines Videoverleihs erste Schritte in der Privatwirtschaft. Ab 1989 arbeitete sie als Geschäftsführerin des Jugendzentrums „Terminal“ in Dnipropetrowsk. 1991, nach dem Zerfall der Sowjetunion, stieg Julija Tymoschenko mit ihrem Ehemann und ihrem Schwiegervater Hennady Tymoschenko (Hennady Tymoschenko war Leiter der „Abteilung der Kinos“ beim Regionalrat Dnipropetrowsk) ins Ölgeschäft ein – sie gründeten das sowjetisch-zypriotische (später ukrainisch-zypriotische) Joint-Venture Ukrajinskyj Bensin (Український бензин), das zunächst Fabriken mit Treibstoff belieferte. Julija Tymoschenko war Geschäftsführerin, dann Direktorin des Unternehmens. 1992 war die Aktiengesellschaft Monopolist (in der Region Dnipropetrowsk) auf dem Gebiet landwirtschaftlich genutzter Erdölprodukte. Dnipropetrowsk blieb in den ersten anderthalb Jahrzehnten der Unabhängigkeit des Landes das informelle wirtschaftliche und politische Machtzentrum der Ukraine.
Zu einem milliardenschweren Vermögen und Einfluss kam Tymoschenko ab 1995 als Chefin des Energiekonzerns „Vereinigte Energiesysteme der Ukraine“ (EESU). EESU entwickelte sich dank zwielichtiger Gaslieferverträge mit dem russischen Konzern Gazprom zu einem der mächtigsten Wirtschaftsunternehmen der Ukraine. Von 1995 bis 1997 war sie Chefin des EESU. Ihr schneller Aufstieg wurde durch die Protektion von Pawlo Lasarenko, der ebenfalls aus Dnipropetrowsk stammte und von 1996 bis 1997 Ministerpräsident der Ukraine war, gefördert. Danach fiel er in Ungnade und flüchtete in die USA, wo er 2006 wegen Korruption und Erpressung zu neun Jahren Gefängnis verurteilt wurde.
Auch aus Dnipropetrowsk kommt Oleksandr Turtschynow, mit dem Tymoschenko seit Ende der 1980er Jahre zusammenarbeitete; er war Funktionär des kommunistischen Jugendverbandes, der in der Endphase der Sowjetunion die organisatorische Basis für einige private Unternehmen war. Anfang der 1990er Jahre arbeitete Turtschynow zunächst als Vorsitzender des dortigen Privatisierungskomitees und dann in Kiew als Wirtschaftsberater für den Präsidenten Leonid Kutschma. Tymoschenko und Turtschynow begannen ihren gemeinsamen politischen Aufstieg in Lasarenkos Partei.

## Politische Karriere

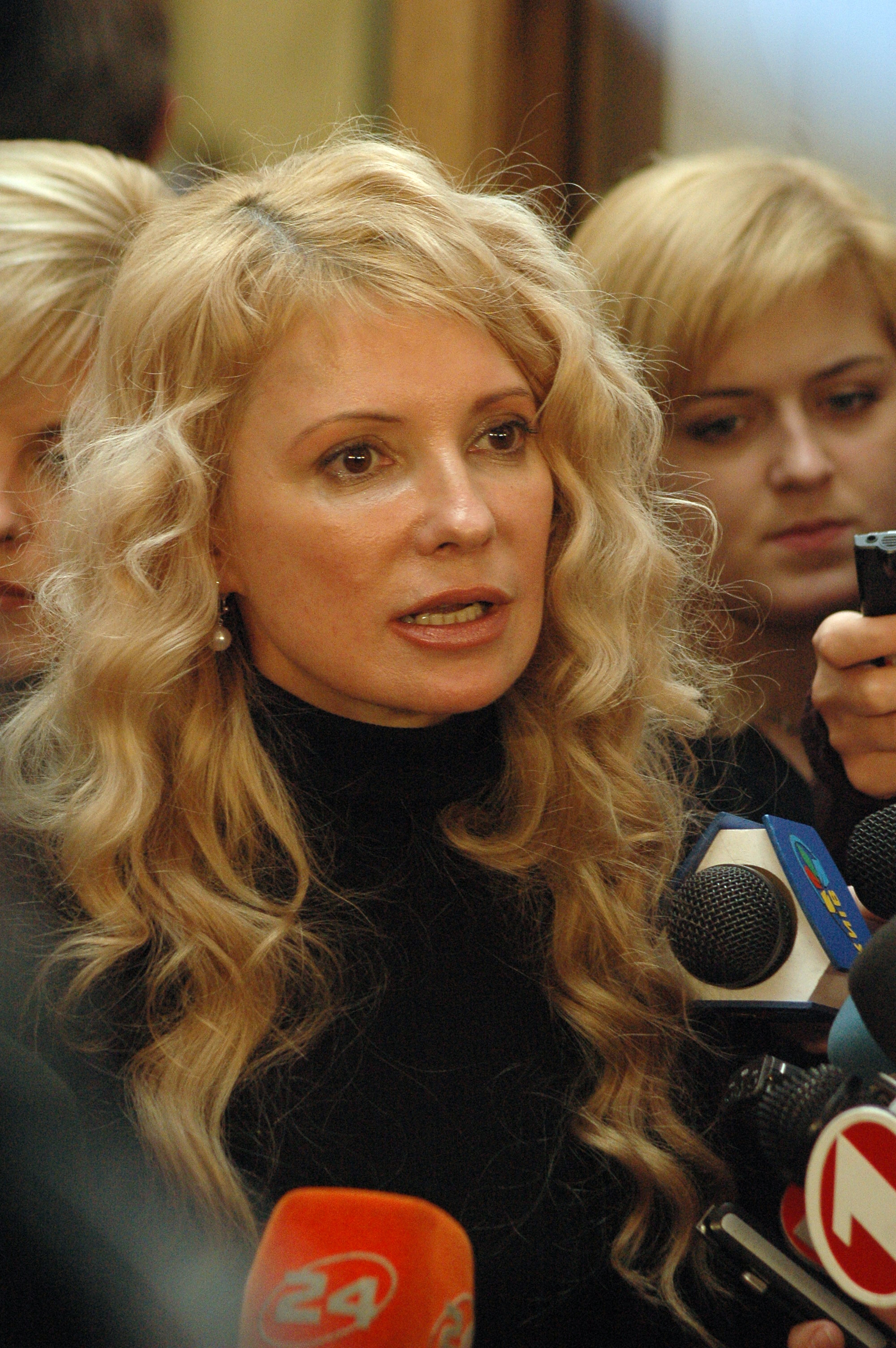
Julija Tymoschenko, 2007

### Anfänge
1996 wurde Tymoschenko mit großer Stimmenmehrheit für den Wahlkreis Kirowohrad ins ukrainische Parlament gewählt. 1999 gründete sie gemeinsam mit ihrem langjährigen politischen Weggefährten Oleksandr Turtschynow die Partei Batkiwschtschyna, deren Vorsitzende sie bis heute ist.
Während Wiktor Juschtschenkos Amtszeit als ukrainischer Ministerpräsident von Dezember 1999 bis Mai 2001 war sie dessen Stellvertreterin mit Verantwortung für den Energiebereich. Ihre Aufgabe war es, den korrupten Energiesektor des Landes zu reformieren. Darüber fiel sie bei Präsident Leonid Kutschma in Ungnade, wurde im Januar 2001 entlassen und anschließend durch die ukrainischen Behörden verfolgt. 2001 saßen Tymoschenko und ihr Mann einige Wochen lang wegen der EESU-Geschäftspraktiken in Untersuchungshaft. In Russland läuft gegen sie außerdem ein Verfahren wegen Bestechung von Militärs, deshalb landete sie im Dezember 2004 auf der Suchliste von Interpol.
Bei den Parlamentswahlen 2002 trat ihre Partei erstmals in einem Bündnis mit anderen Parteien als Blok Juliji Tymoschenko (Block Julija Tymoschenkos, BJuT) an. Er erreichte 7,2 % der Wählerstimmen; seitdem führt Tymoschenko die Werchowna-Rada-Fraktion ihres Blocks. Julija Tymoschenko war eine der treibenden Kräfte in der Opposition gegen die autoritäre Herrschaft des Präsidenten Kutschma und neben Wiktor Juschtschenko deren populärste Vertreterin.

### Erste Amtszeit als Regierungschefin

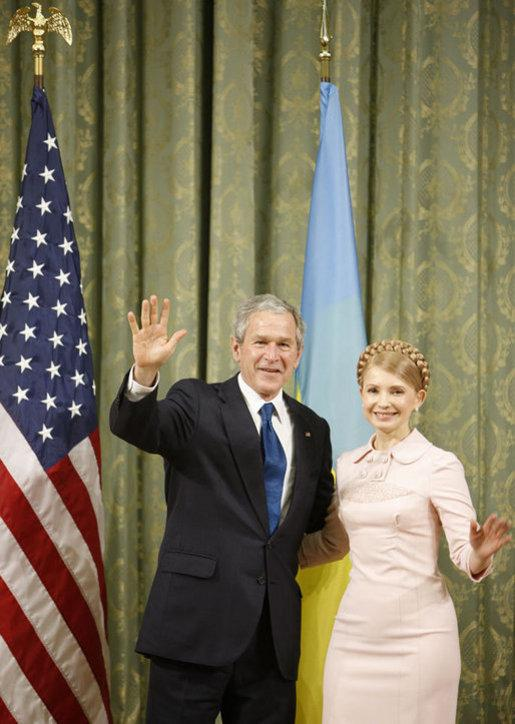
Der Präsident der Vereinigten Staaten von Amerika George W. Bush und die Ministerpräsidentin der Ukraine Julija Tymoschenko, in Washington, 1. April 2008

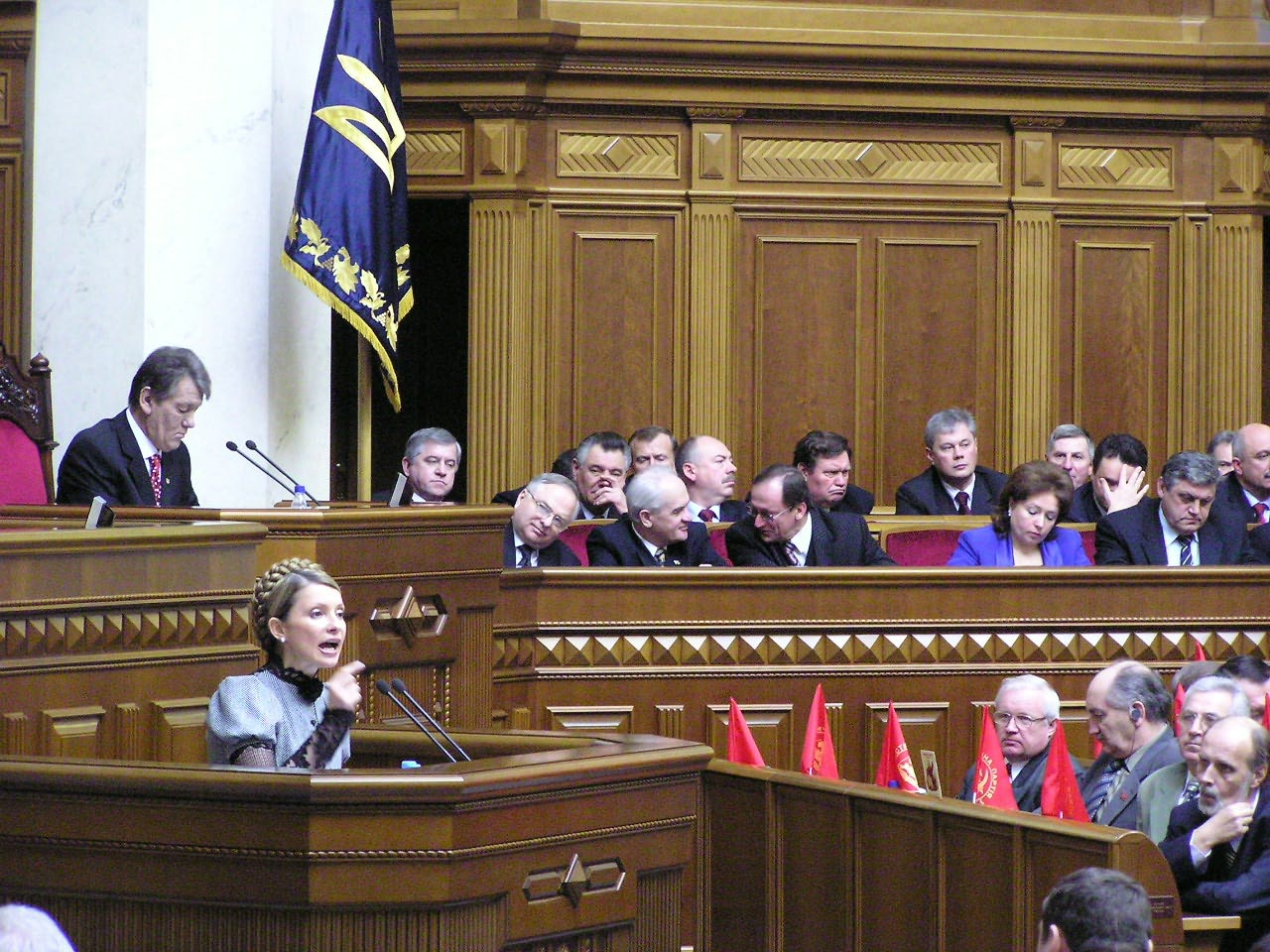
Julija Tymoschenko im Parlament, 4. Februar 2005

Am 24. Januar 2005 wurde Julija Tymoschenko zur Ministerpräsidentin der Ukraine unter Wiktor Juschtschenkos Präsidentschaft ernannt. Am 4. Februar wurde ihre Ernennung vom Parlament mit einer überwältigenden Mehrheit von 373 Stimmen (bei 226 notwendigen) ratifiziert.
Ihr erstes Kabinett hatte außer ihr und Oleksandr Turtschynow keine anderen Mitglieder ihrer Partei. Turtschynow wurde zum Leiter des ukrainischen Sicherheitsdienstes ernannt. Die Minister, die mit ihr zusammenarbeiteten, verteidigten sie in ihrer späteren Auseinandersetzung mit Viktor Juschtschenko.
Am 28. Juli 2005 bezeichnete Forbes Tymoschenko als drittmächtigste Frau nach Condoleezza Rice und Wu Yi. In der Liste vom 1. September 2006 gehörte sie jedoch nicht zu den ersten 100.
Einige Monate nach ihrem Regierungsantritt begannen interne Konflikte in der Koalition, die ihre Regierungstätigkeit beeinträchtigten. Am 24. August 2005 hatte Wiktor Juschtschenko in seiner Ansprache zum Unabhängigkeitstag ihre Regierung noch als „die beste“ bezeichnet.
Aber schon am 8. September, nach dem Rücktritt mehrerer leitender Ministerialbeamter einschließlich des Leiters des Nationalen Sicherheits- und Verteidigungsrats der Ukraine, Petro Poroschenko, und des Vizepremiers Mykola Tomenko, wurde Julija Tymoschenkos Regierung von Präsident Wiktor Juschtschenko entlassen, während er eine live übertragene Fernsehansprache an das Volk hielt. Juschtschenko kritisierte ihre Arbeit als Leiterin des Kabinetts, da sie zu einer schwächelnden Wirtschaft und zu Konflikten innerhalb der Regierungskoalition geführt habe. Er führte aus, sie habe die Interessen einzelner Unternehmen unterstützt und die Entscheidung, die Eisenlegierungsfabrik „Nikopol“ (vormals im Besitz von Leonid Kutschmas Schwiegersohn Wiktor Pintschuk) zu reprivatisieren, sei der „letzte Tropfen“ gewesen, der das Fass zum Überlaufen brachte und ihn dazu gebracht habe, die Regierung zu entlassen. Am 13. September 2005 klagte Juschtschenko Tymoschenko an, die Ideen der Orangen Revolution verraten zu haben. In seinem Interview mit Associated Press sagte er, während ihrer Zeit als Präsidentin von UESU habe Tymoschenko Schulden in Höhe von 8 Millionen Hrywnja angesammelt, die sie mit ihrer Autorität als Ministerpräsidentin gestrichen habe. Tymoschenko wies wiederholt darauf hin, dass es sich beim fraglichen Betrag nicht um Schulden gehandelt habe, sondern um Strafzahlungen an die Steuerbehörde aus den Jahren 1997–1998 und dass alle diese Fälle hinsichtlich der UESU schon abgeschlossen waren, bevor sie Premierministerin wurde.
Tymoschenko warf Juschtschenkos innerstem Regierungskreis vor, gegen sie zu intrigieren und die Handlungen ihres Kabinetts zu unterminieren. In einem Interview mit der BBC warf sie Juschtschenko vor, „unsere Einheit, unsere Zukunft und die Zukunft des Landes“ praktisch ruiniert zu haben, ohne die Korruption zu beseitigen, wie er es versprochen hatte. Die Handlungsweise des Präsidenten sei völlig unlogisch.
Zu dieser Zeit nahm die Zustimmung für Tymoschenko in Umfragen deutlich zu, während die für Juschtschenko deutlich zurückging. Diese Entwicklungstendenz zeigte sich auch in den späteren Ergebnissen der Parlamentswahlen von 2006, als zum ersten Mal der Tymoschenko-Block die Partei „Unsere Ukraine“ überholte und 129 gegen 81 Sitze gewann. Während der vorhergehenden Parlamentswahl von 2002 hatte das Verhältnis noch 22 zu 112 betragen.
Die Arbeit Julija Tymoschenkos wurde wegen der internen Konflikte erschwert. Ihrer Meinung nach versuchten Präsident Juschtschenko und Petro Poroschenko den Nationalen Sicherheits- und Verteidigungsrat gegen ihre Regierung in ein „zweites Regierungskabinett“ zu verwandeln.

### Oppositionsführerin
Bereits am 8. September 2005 entließ Präsident Juschtschenko während einer Live-TV-Ansprache an die Nation Julija Tymoschenko zusammen mit der gesamten Regierung; ihr Nachfolger als Ministerpräsident wurde Jurij Jechanurow. In den nachfolgenden Wahlen zur Werchowna Rada am 26. März 2006 erhielt der Block Julija Tymoschenko (BJuT) 22,3 % der Stimmen und wurde mit 129 Sitzen zweitstärkste Fraktion im neuen Parlament. Nach dreimonatigen Koalitionsverhandlungen scheiterte eine Neuauflage der „Koalition der Orangen Revolution“ mit der Präsidentenpartei Nascha Ukrajina. Die Wahl Tymoschenkos als Ministerpräsidentin scheiterte im Parlament, und im August 2006 wurde Wiktor Janukowytsch erneut zum Ministerpräsidenten ernannt. Tymoschenko wurde Oppositionsführerin in der Werchowna Rada.

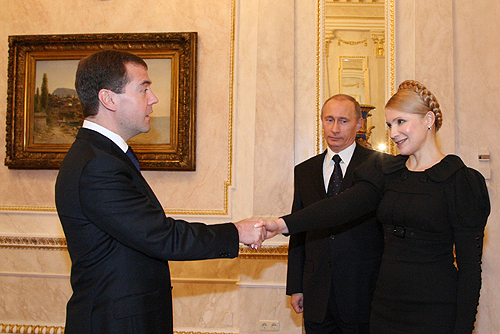
Julija Tymoschenko zu Besuch im Kreml mit Russlands Präsident Dmitri Medwedew und Ministerpräsident Wladimir Putin, 2009

### Zweite Amtszeit als Regierungschefin
Bei den Parlamentswahlen am 30. September 2007 erreichte der BJuT knapp 31 % der Stimmen, während die Partei der Regionen (PR) des amtierenden Ministerpräsidenten Wiktor Janukowytsch mehr als 34 % erzielte. Tymoschenko einigte sich Ende November 2007 mit der drittgrößten Gruppierung im Parlament, der Wahlallianz Nascha Ukrajina – Narodna Samooborona (NU-NS) von Präsident Juschtschenko, auf die Bildung einer Koalitionsregierung und so wählte das neue Parlament Julija Tymoschenko am 18. Dezember 2007 erneut zur Ministerpräsidentin.
BJuT und NU-NS verfügten im Parlament nur über eine dünne Mehrheit. Tymoschenkos zweite Amtszeit als Regierungschefin war denn auch geprägt vom Konflikt mit der Opposition, der die legislative Arbeit zuweilen ganz zum Erliegen brachte, aber auch von sich verstärkenden Differenzen mit Staatspräsident Juschtschenko. Dieser stand einer Regierung unter Tymoschenkos Führung von Beginn an skeptisch gegenüber und hatte sich kurz nach der Wahl zuerst für eine Koalition seiner Partei mit der Partei der Regionen Janukowytschs ausgesprochen. Dieser Konflikt innerhalb des westlich orientierten Lagers wurde von Beobachtern als Indiz für einen Kampf zwischen Tymoschenko und Juschtschenko um die zukünftige Machtverteilung gedeutet.
Am 6. Juni 2008 erklärten zwei Abgeordnete des Regierungslagers, die Regierung nicht weiter stützen zu wollen, wodurch Tymoschenko ihre Mehrheit im Parlament einbüßte. Am 11. Juli 2008 scheiterte jedoch überraschend ein Misstrauensvotum gegen sie. Dabei stimmten die beiden abtrünnigen Abgeordneten des Regierungslagers gegen Tymoschenko, während ihr zwei Abgeordnete der oppositionellen PR, Anatolij Kinach und Witalij Chomutynnik, das Vertrauen aussprachen.

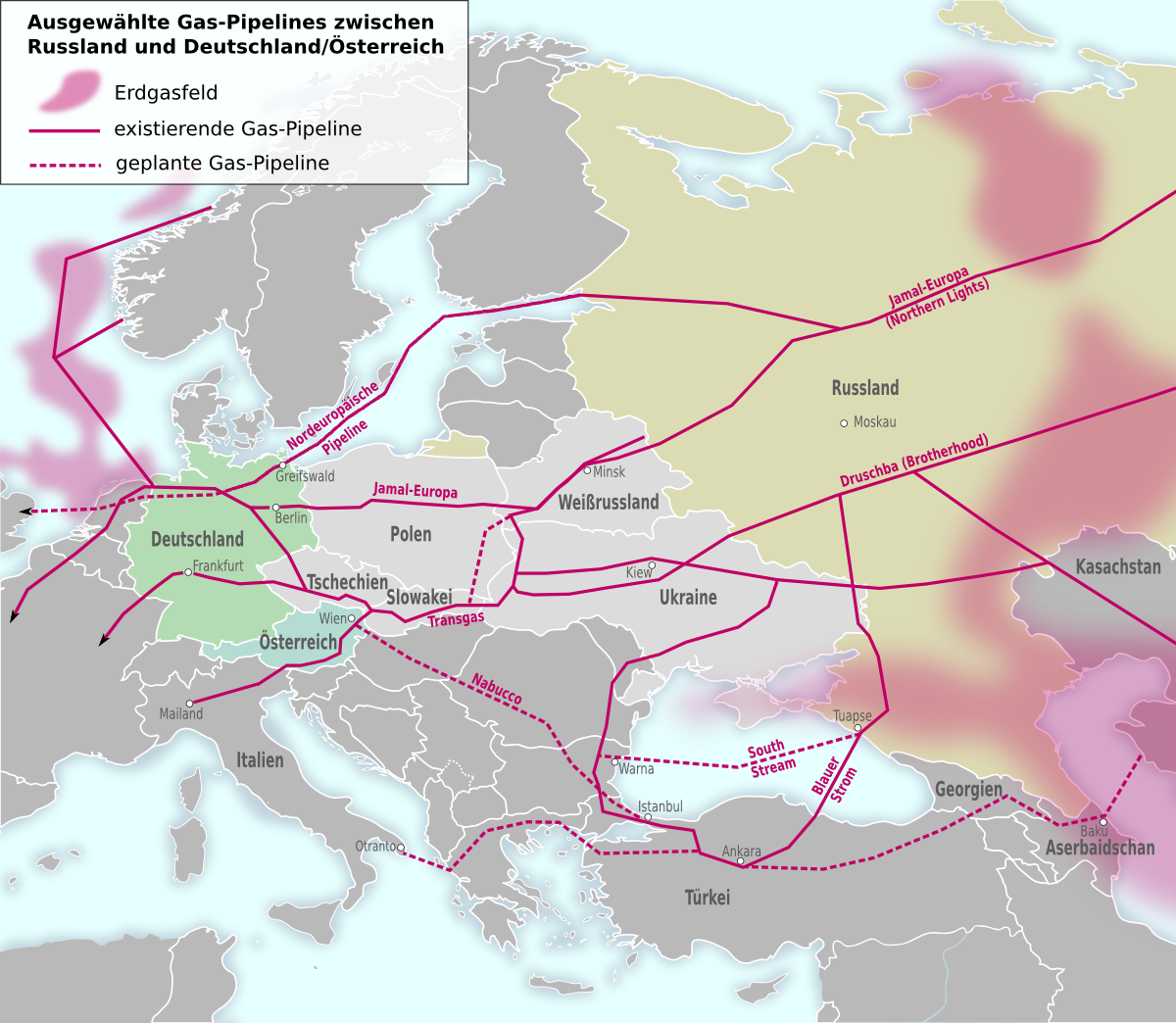
Karte von bestehenden und geplanten Gaspipelines in Europa (Stand Januar 2009)

In der Nacht zum 3. September 2008 beschloss die NU-NS-Fraktion der Werchowna Rada, die Koalition zu verlassen. Die Entscheidung fiel auf Druck von Präsident Juschtschenko und unter dem Eindruck der vorangegangenen Parlamentssitzung, in der Tymoschenkos BJuT mehrere Parlamentsbeschlüsse gemeinsam mit der oppositionellen Partei der Regionen (PR) durchgesetzt hatte. Ferner wurde dem BJuT vorgeworfen, sich mit der PR auf ein Amtsenthebungsverfahren gegen den Präsidenten geeinigt zu haben. Zuvor hatten sich die Koalitionspartner nicht auf eine gemeinsame Stellungnahme zum Kaukasus-Konflikt einigen können. Das offizielle Ende der Regierungskoalition aus BJuT und NU-NS verkündete Parlamentspräsident Arsenij Jazenjuk am 16. September 2008.
Fast drei Monate später, am 9. Dezember 2008, einigten sich Juschtschenko und Tymoschenko auf eine Fortsetzung ihres Bündnisses. Der Koalition gehörte seither auch der Blok Lytwyna an, dessen Vorsitzender Wolodymyr Lytwyn gleichentags zum Parlamentspräsidenten gewählt wurde. Der Streit zwischen Juschtschenko und Tymoschenko setzte sich aber fort – und so handelte Tymoschenko im Alleingang während des Gaskonflikts im Winter 2008/2009, als große Teile Europas betroffen waren. Aufgrund der akuten Notsituation übernahm sie die Verantwortung, um schnell die Wiederaufnahme der Gaslieferungen für die Ukraine und die Transitpartner zu erreichen. In den zwischen Tymoschenko und dem russischen Ministerpräsidenten Wladimir Putin vereinbarten Gaslieferverträgen waren neue Formeln für die Ermittlung des Gaspreises und die Überführung des noch im Besitz von RosUkrEnergo befindlichen Gases im Wert von etwa 4,5 Milliarden Dollar in Eigentum des ukrainischen Staatsunternehmens Naftohas beschlossen worden. Ebenso kamen sie überein, ab 2009 den dubiosen, im Schweizer Zug ansässigen Zwischenhändler RosUkrEnergo (der Oligarch Dmytro Firtasch hielt 45 % der Anteile) auszuschließen, um direkt zwischen Gazprom und Naftohas zu handeln. Die EU bewertete die Lösung des Gaskonflikts durch Tymoschenko und Putin als positiv.

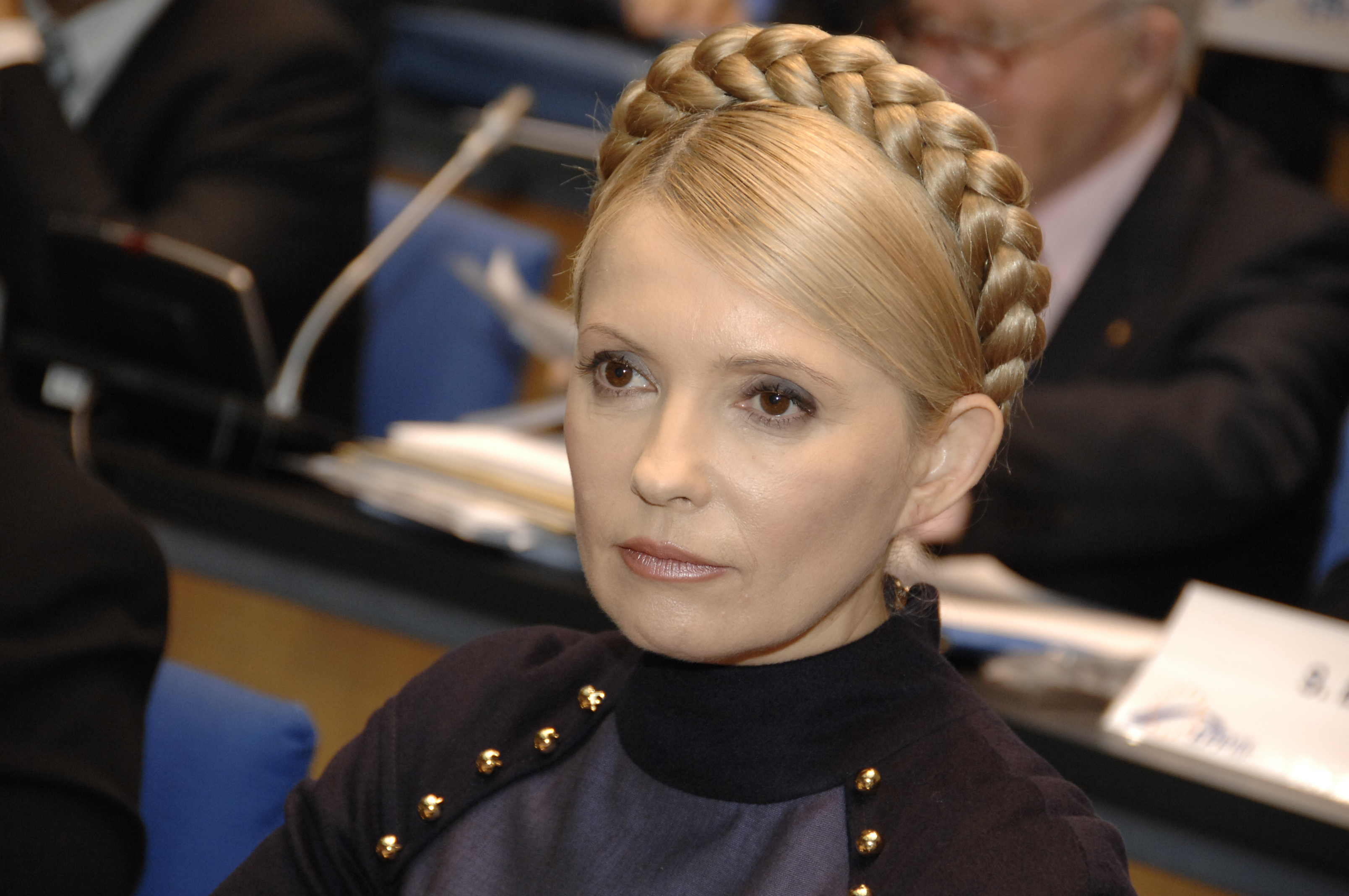
Tymoschenko bei einem Kongress der Europäischen Volkspartei in Bonn, September 2009

Im Jahr 2009, aufgrund des andauernden Machtkampfs und vor dem Hintergrund der dramatischen Auswirkungen der internationalen Wirtschaftskrise auf die Ukraine, verhandelte Tymoschenko auch mit Janukowytsch über eine mögliche große Koalition. Die Verhandlungen scheiterten aber im Juni 2009. Im Oktober 2009 gab Tymoschenko ihre Kandidatur für die Präsidentschaftswahl 2010 bekannt. Im ersten Wahlgang am 17. Januar lag sie 10,27 % und bei der Stichwahl am 7. Februar 3,48 % hinter Janukowytsch und erreichte jeweils den zweiten Platz. Den Wahlsieg Janukowytschs bezeichnete sie als Resultat von Unregelmäßigkeiten bei der Wahl, auf eine Klage gegen das Ergebnis verzichtete sie aber. Am 3. März 2010 wurde ihrer Regierung – als Folge ihrer Niederlage bei der Präsidentschaftswahl – von der Mehrheit der Parlamentsabgeordneten das Misstrauen ausgesprochen. Tymoschenko lehnte es ab, bis zur Bildung eines neuen Kabinetts als kommissarische Ministerpräsidentin im Amt zu bleiben, und übergab die Amtsgeschäfte ihrem Stellvertreter Oleksandr Turtschynow.
Im Januar 2010 sprach sie Juschtschenko, bezugnehmend auf die international umstrittene postume Anerkennung des Titels „Held der Ukraine“ an Stepan Bandera, ihre Unterstützung aus.

### Tymoschenko bei Karlspreisverleihung in Aachen
Julija Tymoschenko nahm an der Verleihung des Karlspreises an Donald Tusk am 13. Mai 2010 in Aachen teil; dabei traf sie die deutsche Bundeskanzlerin Angela Merkel und Repräsentanten der Europäischen Union. Bei ihrem Gespräch mit Angela Merkel seien die Wahrung der Demokratie, die Innenpolitik und die Energieunabhängigkeit der Ukraine erörtert worden, heißt es.
Zudem erhielt Tymoschenko von Herman Van Rompuy, dem Präsidenten des Europäischen Rates, eine Einladung nach Brüssel. Dieser sagte dabei: „Ich unterstütze die Anstrengungen aller proeuropäischen Kräfte, die auf eine Integration der Ukraine in die EU, die Stärkung der Demokratie und den Schutz der Meinungsfreiheit abzielen.“
Die Frage der Beziehungen zwischen der Ukraine und der EU wurde auch beim Treffen mit dem Präsidenten des Europaparlaments, Jerzy Buzek, thematisiert. Dieser betonte, dass er „immer die demokratische, proeuropäische Ukraine und die Politiker unterstützt habe, welche diese strategische Ausrichtung der Ukraine unterstützen“.

### Ukrainische Parlamentswahlen 2012
Bei den Ukrainischen Parlamentswahlen im Oktober 2012 durfte die inhaftierte Tymoschenko nicht kandidieren. Sie rief aus dem Gefängnis zur Abwahl der Regierung von Präsident Janukowytsch auf.

### Ukrainische Präsidentschaftswahlen 2019
Bei den Umfragen zur Präsidentschaftswahl in der Ukraine 2019 lag sie im Dezember 2018 mit etwa 20 % der Wählerstimmen vor dem amtierenden Präsidenten Petro Poroschenko, der etwa 11 % der Stimmen erhalten sollte. Später fiel sie in den Umfragen gegen den Quereinsteiger Wolodymyr Selenskyj zurück und erreichte schließlich hinter diesem und Poroschenko im ersten Wahlgang vom 31. März den dritten Platz. Damit verpasste sie den Einzug in den zweiten Wahlgang.

### Als Oppositionspolitikerin ab 2019
Im Februar 2024 beklagte Tymoschenko, dass es seit Beginn des Krieges kein Treffen zwischen dem ukrainischen Präsidenten Wolodymyr Selenskyj und den Fraktionsführern des ukrainischen Parlaments gegeben habe. Tymoschenko warnte vor einer weiteren Machtkonsolidierung von Selenskyj und appellierte an diesen, „Pluralismus, Demokratie, Pressefreiheit“ zu bewahren.
Russland setzte Timoschenko im Juni 2024 ohne weitere Begründung auf die Fahndungsliste.

## Juristische Verfahren
Nach dem Verlust ihres Regierungsamtes wurden gegen Tymoschenko – wie auch gegen Mitglieder ihres Kabinetts – mehrere Strafverfahren eingeleitet: Ab Mai 2010 ermittelte die Staatsanwaltschaft erneut wegen des alten Verdachts, sie habe im Jahr 2003 versucht, Richter des Obersten Gerichts der Ukraine zu bestechen.

### Verurteilung wegen Amtsmissbrauchs
Ein zweites Verfahren wurde nach Veröffentlichung eines Berichts von US-amerikanischen Anwaltsfirmen eingeleitet; sie hatten die zweite Regierungszeit Tymoschenkos untersucht und Hinweise auf den Missbrauch öffentlicher Gelder, Betrug und Geldwäsche durch Beamte, mehrere Ministerien und private Unternehmen festgehalten.
Die Staatsanwaltschaft ermittelte in drei Angelegenheiten:
1. die zweckfremde Verwendung von Einnahmen aus dem Handel mit CO2-Emissionsrechten,
2. der Kauf von Rettungswagen zu überhöhten Preisen,
3. Amtsmissbrauch bei der Aushandlung von Verträgen über die Lieferung von Erdgas mit Russland.[61]

Die schließlich ab Dezember 2010 von der Staatsanwaltschaft erhobenen Vorwürfe wirkten für viele Beobachter konstruiert und ließen außerdem keinerlei persönliche Vorteilsnahme Tymoschenkos erkennen. Die BBC reagierte mit Unverständnis auf die erhobenen Vorwürfe; ein Gasabkommen zu verhandeln und die Gelder des Kyoto-Protokolls kurzzeitig zur Auszahlung von Renten zu verwenden, kommentierte der Sender: „Das ist, was Premierminister eben machen.“
Eine erste offizielle Anklage erfolgte am 20. Dezember 2010 mit dem Vorwurf der Veruntreuung von Staatsgeldern. Eine zweite Klage folgte am 24. Mai 2011 und lautete auf Amtsmissbrauch, sie habe den Gasliefervertrag 2009 ohne die Zustimmung des Kabinetts unterzeichnet und die vereinbarten Preise seien zu hoch gewesen und hätten die ukrainische Wirtschaft ruiniert.
Tymoschenko bezeichnete die Verfahren gegen sie und mehrere ihrer früheren Minister als Versuch der Janukowytsch-Regierung, die Opposition zu „enthaupten“ und reichte Ende Juni 2011 beim Europäischen Gerichtshof für Menschenrechte Beschwerde gegen ihre Strafverfolgung ein; diese Beschwerde wurde später auf die Haftbedingungen und die ihrer Ansicht nach ungenügende medizinische Versorgung in der Strafanstalt erweitert.

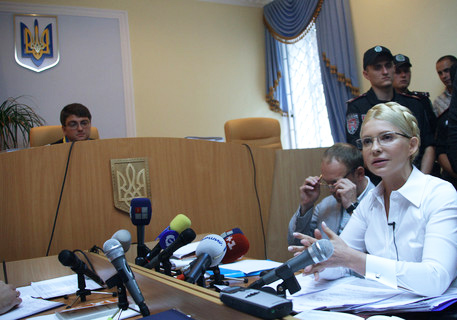
Julija Tymoschenko im Gerichtssaal, 2011

Im Zuge der Verhandlungen wegen Amtsmissbrauchs vor einem Kiewer Stadtgericht ließ Richter Rodion Kirejew Tymoschenko am 5. August 2011 in Untersuchungshaft nehmen, nachdem die Staatsanwaltschaft dies während des Prozesses beantragt hatte. Zuvor hatte das Gericht die Untersuchungshaft noch abgelehnt. Tymoschenko erkannte den Prozess nicht an und hatte Richter Kirejew u. a. als „Marionette“ bezeichnet. Kurz nach Anordnung der Untersuchungshaft kam es zu Handgreiflichkeiten im Gerichtssaal. Die Festnahme Tymoschenkos wurde von Vertretern der Europäischen Union scharf kritisiert. Sowohl die EU wie auch die USA kritisierten das Strafverfahren als politisch motiviert und warnten die Ukraine vor internationaler Isolation.
Die Staatsanwaltschaft beantragte am 27. September 2011 eine Haftstrafe von sieben Jahren wegen Amtsmissbrauchs. Die Verteidigung verlangte einen Freispruch. Am 11. Oktober 2011 wurde Tymoschenko schuldig gesprochen und zu einer siebenjährigen Haftstrafe verurteilt. Das Gericht sah es als erwiesen an, dass die Ukraine durch die 2009 von Tymoschenko mit Russland abgeschlossenen Verträge über die Lieferung von Erdgas einen Schaden von umgerechnet rund 137 Millionen Euro erlitten habe. Deshalb wurde sie zur Schadenersatzleistung in dieser Höhe verurteilt und darf im Anschluss an die Haftstrafe drei Jahre lang keine öffentlichen Ämter ausüben. Tymoschenko kündigte umgehend Berufung an.
Die EU, Russland und Deutschland kritisierten das Urteil scharf. Dem Präsidenten Janukowytsch wurde im Zusammenhang mit dem Strafverfahren gegen Tymoschenko und ihrer Inhaftierung und Verurteilung wiederholt vorgeworfen, direkten Einfluss auf die Justiz auszuüben und seine stärkste politische Gegnerin mit Hilfe dieses Strafverfahrens ausschalten zu wollen. Janukowytsch erklärte hingegen, die Justiz sei unabhängig und er wolle nicht in den Prozess gegen Tymoschenko eingreifen.
Im Dezember 2011 verschoben EU-Ratspräsident Herman Van Rompuy und Kommissionspräsident Jose Manuel Barroso die Unterzeichnung des bereits ausgehandelten Assoziierungsabkommens zwischen der Ukraine und der EU auch wegen der andauernden Inhaftierung von Tymoschenko auf unbestimmte Zeit.
Nur wenige Tage nach der Verurteilung durch das Kiewer Stadtgericht wurde bekannt, dass gegen Tymoschenko wegen Verdachts auf Veruntreuung von 295 Millionen Euro in ihrer Zeit als Chefin des Energiekonzerns EESU (1995 bis 1997) ermittelt wird. Wenige Wochen später verkündete die Generalstaatsanwaltschaft, es gebe auch Hinweise auf eine Verwicklung Tymoschenkos in den Auftragsmord an dem Abgeordneten und Donezker Geschäftsmann Jewhen Schtscherban. Schtscherban wurde 1996 zusammen mit seiner Frau und zwei Besatzungsmitgliedern auf dem Flughafen Donezk erschossen. In diesen Mord soll außerdem Pawlo Lasarenko involviert sein, der bis November 2012 in den USA eine langjährige Gefängnisstrafe wegen Betrug und Geldwäsche verbüßte. Aus Aussagen des in den USA lebenden Geschäftsmannes Petro Kiritschenko, der in den 1990er Jahren geschäftliche Beziehungen zu Lasarenko hatte, gehe zudem hervor, dass der Mord an Schtscherban mit Geld von Konten Lasarenkos und Tymoschenko bezahlt wurde, erklärte der Generalstaatsanwalt Renat Kuzmin.
Das Berufungsverfahren begann am 13. Dezember 2011. Aus gesundheitlichen Gründen nahm Tymoschenko nicht an der Verhandlung teil. Am 23. Dezember 2011 bestätigte das Berufungsgericht die siebenjährige Haftstrafe. Tymoschenko verzichtete darauf, das ukrainische Kassationsgericht anzurufen. Ende Dezember 2011 wurde Tymoschenko zur Verbüßung ihrer Haftstrafe vom Untersuchungsgefängnis Lukjaniwska in die Frauenstrafanstalt Nr. 54 Katschanowka im Norden der ostukrainischen Stadt Charkiw verlegt.
Ihr Ehemann Oleksandr Tymoschenko reiste im Januar 2012 nach Tschechien aus und erhielt dort politisches Asyl. Das Asylgesuch stand vor dem Hintergrund von Ermittlungen, die in der Ukraine gegen Julija Tymoschenko im Zusammenhang mit ihrer Tätigkeit für den Konzern Vereinigte Energiesysteme der Ukraine (EESU) vor rund fünfzehn Jahren geführt werden. An der Firma war auch ihr Ehemann, Oleksandr Tymoschenko, beteiligt gewesen. Der Direktor des Instituts für internationale Beziehungen in Prag, Petr Kratochvil, schloss nicht aus, dass in diesem Zusammenhang die ukrainischen Behörden auch gegen ihren Ehemann Haftbefehl erlassen könnten.

### Kritik an Haftbedingungen und gesundheitliche Probleme

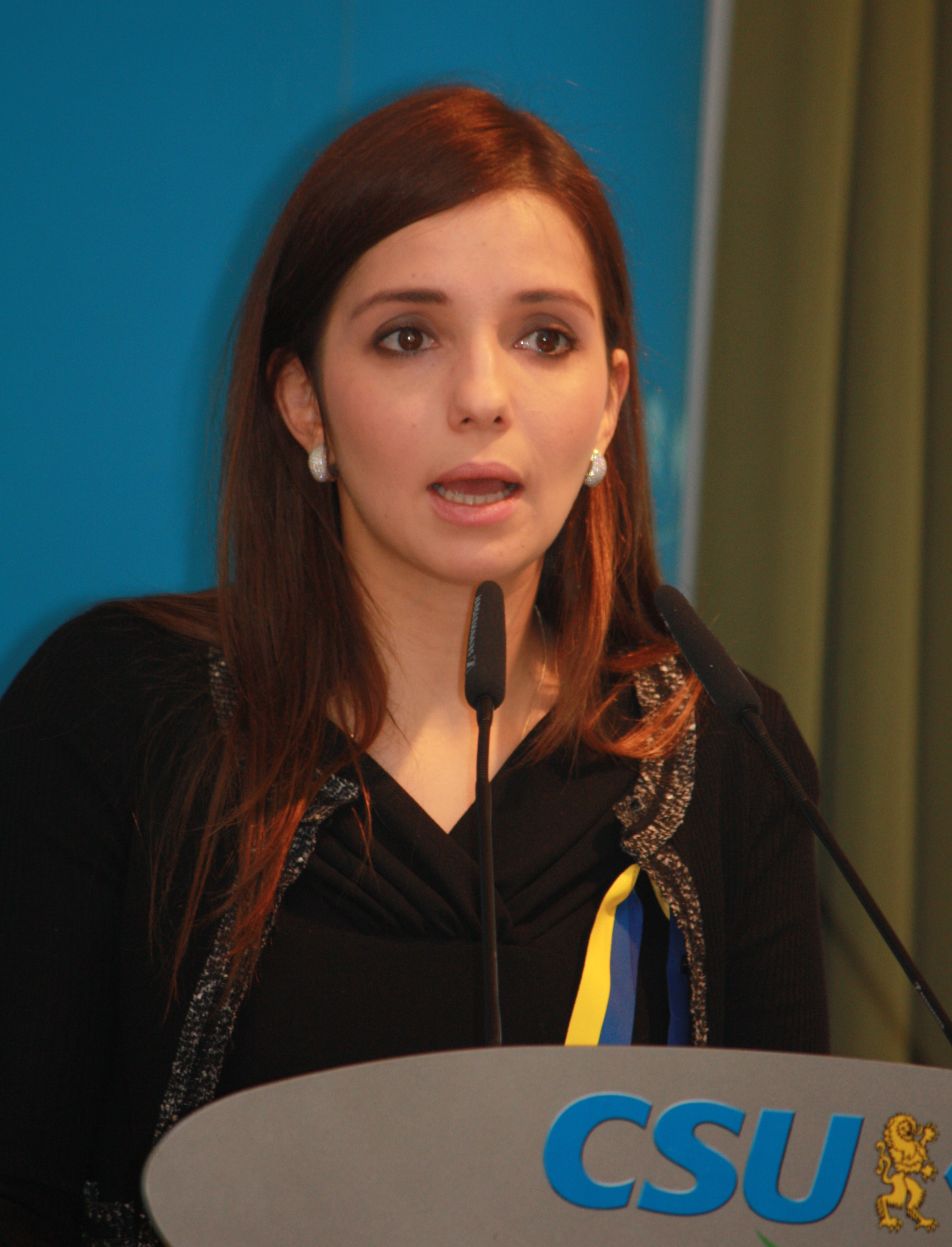
Julija Tymoschenkos Tochter Jewhenija 2014 beim Außenpolitischen Arbeitskreis der CSU

Seit Beginn des Jahres 2012 kam es wiederholt zu öffentlichen Auseinandersetzungen über den Gesundheitszustand von Tymoschenko. Ihre Tochter Jewhenija erklärte, ihre Mutter müsse wegen eines schweren Bandscheibenvorfalls, der permanent schwere Schmerzen verursache, möglicherweise operiert werden und es bestehe der Verdacht auf einen Leistenbruch. Eine „angemessene“ medizinische Versorgung in der Haft werde ihr aber von den ukrainischen Behörden vorenthalten. In diesem Zusammenhang erfolgte im Februar 2012 eine medizinische Untersuchung von Tymoschenko durch kanadische und deutsche Ärzte und im April 2012 eine weitere Untersuchung durch zwei deutsche Ärzte. Die Sprecherin der Berliner Charité sprach von einer bei Tymoschenko festgestellten „ernsthaften Erkrankung“, die eine stationäre Behandlung möglichst außerhalb der Strafanstalt erfordere. Auch sei Tymoschenko, bedingt durch ihre Krankheit, aktuell nicht verhandlungsfähig. Der Beauftragte der deutschen Bundesregierung für Menschenrechtspolitik, Markus Löning, erklärte in diesem Zusammenhang, in der Ukraine würden sowohl Tymoschenko als auch anderen inhaftierten Politikern gesundheitliche Vorsorge und Behandlung vorenthalten. Im März 2012 forderte die weiterhin inhaftierte Tymoschenko, in der Charité in Berlin medizinisch behandelt zu werden. Eine Behandlung durch ukrainische Ärzte in der Haft lehnte sie aus Angst vor einer absichtlich herbeigeführten Hepatitis-Infektion ab. Medienberichten zufolge führte die deutsche Bundesregierung in diesem Zusammenhang Gespräche mit der Regierung der Ukraine mit dem Ziel, Tymoschenko eine medizinische Behandlung in Deutschland zu ermöglichen. Am 26. April 2012 erklärte der deutsche Außenminister Guido Westerwelle, die deutsche Seite habe der ukrainischen Regierung wiederholt angeboten, Tymoschenko in Deutschland medizinisch zu behandeln.
Anfang Mai 2012 erklärten die 27 Mitglieder der EU-Kommission um Kommissionspräsident José Manuel Barroso, nicht zu den Spielen der Fußball-Europameisterschaft in die Ukraine zu reisen. Damit wolle man gegen die Politik des Präsidenten Janukowytsch sowie gegen den Umgang mit der inhaftierten Tymoschenko protestieren. Diesem Protest, bei dem es sich ausdrücklich um keinen „Boykott“ der EM handle, schloss sich EU-Ratspräsident Herman Van Rompuy an.

### Zweiter Strafprozess wegen Steuerhinterziehung und Veruntreuung
Am 19. April 2012 begann ein weiterer Strafprozess gegen Tymoschenko in Charkiw. In diesem Verfahren wird ihr Steuerhinterziehung und Veruntreuung vorgeworfen, sie blieb der Gerichtsverhandlung aufgrund ihrer Erkrankung fern. Vom 20. April bis zum 9. Mai 2012 trat Tymoschenko aus Protest gegen ihre Haftbedingungen in einen Hungerstreik. Vorangegangen war ein durch das Gefängnispersonal erzwungener Transport in eine Klinik. Nach Angaben ihres Verteidigers sei sie bei diesem Transport auch geschlagen worden. Der für Tymoschenko zuständige Gefängnisdienst der Stadt Charkiw dementierte diese Angaben.
Am 8. Mai 2012 bot Ministerpräsident Mykola Asarow Hafterleichterungen für Tymoschenko an. So könne sie ab sofort auch von deutschen Ärzten in jedem ukrainischen Krankenhaus ihrer Wahl behandelt werden. Auch bot Asarow der deutschen Bundesregierung an, Misshandlungsvorwürfe im Gefängnis durch eine gemeinsame Kommission untersuchen zu lassen. Einen Tag später wurde Tymoschenko in Begleitung des deutschen Neurologen Lutz Harms von der Berliner Charité vom Gefängnis ins Eisenbahner-Krankenhaus nach Charkiw verlegt. Ihren Hungerstreik gab sie nach fast drei Wochen auf. Lutz Harms wurde laut Vize-Gesundheitsministerin Raissa Moisejenko ebenfalls im Krankenhaus untergebracht, damit er sich rund um die Uhr um Tymoschenko kümmern konnte, und wurde dabei von einem ukrainischen Team unterstützt.
Bereits am 15. Mai 2012 brach Tymoschenko aus Protest gegen die Veröffentlichung ihres Therapieplans durch die Behörden in Charkiw die Behandlung wieder ab. Lutz Harms sprach von Bedingungen, die in den meisten europäischen Ländern „unvorstellbar“ seien. So werde Tymoschenko selbst beim Duschen und Zubettgehen videoüberwacht. Harms bezweifelte, dass sie in der Lage sei, am Prozess teilzunehmen.
Am 25. Juni 2012, dem ersten Verhandlungstag gegen Tymoschenko, wurde das weitere Verfahren auf den 10. Juli 2012 vertagt, die Zeit nach der Fußball-Europameisterschaft. Das Gericht in Charkiw ordnete eine amtsärztliche Überprüfung des Gesundheitszustandes von Tymoschenko an. Der Prozess gegen sie musste in den folgenden Monaten immer wieder verschoben werden. Nach den Parlamentswahlen am 28. Oktober 2012 trat Tymoschenko aus Protest gegen die ihrer Meinung nach erheblichen Wahlfälschungen erneut in einen Hungerstreik, den sie nach 18 Tagen wieder beendete. Da sie auch weiteren Gerichtsterminen krankheitsbedingt fernblieb, musste der Prozess weiter vertagt werden, da ihre Anwesenheit erforderlich sei. Auch im Jahr 2013 wurde der Prozess erneut immer wieder vertagt.

### Debatten um Haftentlassung
Nachdem der zu vier Jahren Haft verurteilte ehemalige Innenminister Jurij Luzenko am 7. April 2013 von Präsident Janukowytsch begnadigt worden war, erklärte Janukowytsch in Hinblick auf Tymoschenko, ihre Begnadigung sei nicht möglich, solange die laufenden Gerichtsverfahren gegen sie nicht abgeschlossen seien.
Der Europäische Gerichtshof für Menschenrechte (EGMR) rügte am 30. April 2013 die Inhaftierung Tymoschenkos. Die Untersuchungshaft der Politikerin sei „willkürlich und rechtswidrig“ gewesen, entschied eine kleine Kammer des Gerichts einstimmig. Das Gericht stellte darüber hinaus auch vier Verstöße der Ukraine gegen die Grundrechte Tymoschenkos fest, wies deren Beschwerde wegen schlechter Behandlung in Haft aber zurück. Da die ukrainische Regierung gegen das Urteil keinen Widerspruch einlegte, trat die Entscheidung des EGMR am 31. Juli 2013 in Kraft. In Zusammenhang mit der geplanten Ratifizierung des Assoziierungsabkommen der EU mit der Ukraine erhöhten Politiker der EU im Herbst 2013 den diplomatischen Druck auf die Ukraine und forderten eine umgehende Freilassung Tymoschenkos. Präsident Janukowytsch erklärte in diesem Zusammenhang, er sei grundsätzlich bereit, Tymoschenko zur ärztlichen Behandlung ins Ausland zu entlassen. Voraussetzung für einen solchen Schritt sei aber, dass das ukrainische Parlament ein Gesetz beschließe, das Tymoschenko die Ausreise erlaube. Eine Begnadigung von Tymoschenko komme für ihn nicht in Frage. Im November 2013 scheiterten im ukrainischen Parlament mehrere Gesetzentwürfe, auf deren Grundlage Tymoschenko die Ausreise zur medizinischen Behandlung ins Ausland ermöglicht werden sollte, an der ablehnenden Haltung der regierenden Partei der Regionen. Nachdem die ukrainische Regierung am 21. November erklärt hatte, das Assoziierungsabkommen mit der EU vorerst nicht ratifizieren zu wollen, trat Tymoschenko erneut in einen Hungerstreik, um gegen die Außenpolitik der Ukraine zu protestieren, beendete diesen allerdings einige Tage später wieder. Das Parlament stimmte am 21. Februar 2014 einem Gesetz zu, das den Weg für Tymoschenkos Freilassung ebnete. Der entsprechende Artikel im Strafgesetzbuch der Ukraine wurde abgeändert, so dass die Taten, für die Tymoschenko verurteilt worden war, nicht mehr strafrechtlich zu ahnden waren. Tymoschenko wurde am 22. Februar 2014 aus der Haft entlassen.

### Rechtliche Rehabilitierung
Am 28. Februar 2014 wurde das Strafverfahren wegen finanziellen Missbrauchs gegen Julija Tymoschenko aus Tatbestandsmangel geschlossen.
Am 24. Juni 2014 stellte das Oberste Gericht der Ukraine fest, dass sich Tymoschenko beim Abschluss der Gasverträge zwischen dem staatlichen Gasversorger Naftohas Ukrajiny und dem russischen Gaskonzern Gazprom im Jahr 2009 keines Verbrechens schuldig gemacht hatte.

## Nach der Haftentlassung
Nach ihrer Entlassung aus mehr als zweieinhalbjähriger Haft flog Tymoschenko noch am 22. Februar 2014 direkt in einem Privatflugzeug nach Kiew. In einem Rollstuhl sitzend forderte sie am Abend in einer Rede auf dem Maidan die Regierungsgegner zum weiteren Kampf auf. Sie warnte die Protestierenden davor, den Maidan jetzt zu räumen. Auch kündigte sie ihre Kandidatur bei den für den 25. Mai angesetzten Präsidentschaftswahlen an.
Am 24. März 2014 wurde ein abgehörtes Telefongespräch Tymoschenkos vom 18. März 2014 mit dem Abgeordneten der Werchowna Rada, Nestor Schufritsch, auf der Video-Plattform YouTube veröffentlicht. Die beiden Politiker diskutieren darin das auf der Krim am 16. März abgehaltene Referendum. In dem Gespräch äußerte Tymoschenko unter anderem, sie sei bereit, „diesem Bastard in die Stirn zu schießen“, wobei sich diese Äußerung offenbar auf den russischen Präsidenten Wladimir Putin bezog. Auf die Frage, was mit den acht Millionen Russen geschehe, die auf dem Territorium der Ukraine lebten, antwortete sie, dass man sie mit „Nuklearwaffen erledigen“ solle. Außerdem sagte sie, sie wolle sich international gegen Russland einsetzen, „damit – verdammt – von Russland nicht einmal ein verbranntes Feld übrig bleibt“. Tymoschenko gestand später auf Twitter ein, dieses Telefonat tatsächlich geführt zu haben. Die veröffentlichte Version des Gesprächs sei allerdings teilweise manipuliert gewesen. Die Aussage über die in der Ukraine lebenden Russen soll demnach falsch sein. Stattdessen habe sie im Gespräch gesagt: „Die Russen in der Ukraine sind auch Ukrainer“. Für die von ihr verwendete, zum Teil obszöne Sprache entschuldigte sie sich. Tymoschenkos Äußerungen wurden international in vielen Medien kritisch aufgegriffen. Der Chef des Presse- und Informationsamtes der Bundesregierung, Steffen Seibert, erklärte, bei aller Gegnerschaft zum russischen Vorgehen auf der Krim gebe es Grenzen in Sprache und Denken, die nicht überschritten werden dürften. Bundestagspräsident Norbert Lammert äußerte, ihre Äußerungen bestätigen die Vermutung, dass sie für die politische Führung der Ukraine ebenso wenig geeignet sei wie der aus dem Präsidentenamt getriebene Wiktor Janukowytsch. Tymoschenko hatte Putin bereits einige Tage vorher „ungefilterten Faschismus“ vorgeworfen.
Bei der Präsidentschaftswahl am 25. Mai 2014 erhielt sie 12,81 % der Stimmen. Am 27. März hatte sie ihre Kandidatur bekanntgegeben.
Am 15. April 2014 rief sie zur Gründung einer bewaffneten „Widerstandsarmee“ auf, die die Ukraine verteidigen und vor allem aus Freiwilligen mit Kampferfahrung bestehen solle. Die Miliz trägt den gleichen Namen wie Tymoschenkos Partei. Sie beteiligt sich am Konflikt in der Ostukraine und soll maßgeblich von Tymoschenko finanziert werden.
Am 30. August 2014 kündigte Tymoschenko an, zusammen mit der geplanten Parlamentswahl am 26. Oktober 2014 ein Referendum über eine künftige Mitgliedschaft der Ukraine in der NATO abzuhalten.
Am 16. September 2014, nach der überraschenden Verabschiedung eines Sonderstatus für einige Regionen der Ostukraine, erklärte Tymoschenko, durch das Gesetz würden „Terrorismus und Okkupation legalisiert“. Mehrere Abgeordnete der Fraktion der Vaterlandspartei und anderer Fraktionen reichten einen Antrag auf Annullierung des Gesetzes ein.

## Beeinflussung der öffentlichen Meinung in Deutschland
Nach Darstellung des Spiegel wurde in Deutschland in den Jahren vor 2014 eine Medienkampagne für Tymoschenko inszeniert und bezahlt. Tymoschenkos Parteifreund Arsen Awakow habe Kontakt zu Berliner Lobbyisten aufgenommen. Einfluss sei unter anderem über eine PR-Gruppe auf Lothar de Maizière genommen worden. Tymoschenkos Präsenz in den Medien sollte verstärkt werden. Der Spiegel kritisierte die Kampagne für Tymoschenko als „Lehrstück über Lobbyarbeit in Berlin, sie zeigt, wie Strippenzieher in der Hauptstadt Medien und Politik zu beeinflussen versuchen“.

## Dubai
Am 31. Januar 2023 berichtete der Focus von Julija Tymoschenkos Aufenthalt in Dubai. Zitat: „‚Meine Tochter und meine drei Enkel leben in Dubai‘, erklärt Timoschenko in einem Interview mit ‚CH Media‘ ihren Ausflug. ‚Sie zogen dorthin, bevor der Krieg begann.‘“

## Schriften
- Containing Russia. In: Foreign Affairs, Mai–Juni 2007, S. 69–82.

## Theater
- In dem Theaterstück Julia Timoschenko von Adriana Altaras und Maxim Kurotschkin (Premiere: 24. September 2006 am Hans Otto Theater, Potsdam) wurde Julija Tymoschenko zur Bühnenfigur.